# Íbis-de-cabeça-negra
O íbis-de-cabeça-negra (Threskiornis melanocephalus) é uma espécie de íbis da família Threskiornithidae que se reproduz no sul e sudeste da Ásia da Índia para o oeste e no extremo leste até o Japão. É a única espécie de íbis nativa em sua gama que tem uma plumagem geral branca com pescoço e cabeça pretos. O bico e as pernas curvados para baixo também são pretos. Esta espécie de íbis nidifica apenas durante a estação das chuvas (ou monções).